# شيرزودبيك كريموف
شيرزودبيك كريموف (26 يناير 1989 في أوزبكستان - ) هو لاعب كرة قدم أوزبكستاني في مركز الوسط. شارك مع منتخب أوزبكستان تحت 20 سنة لكرة القدم ومنتخب أوزبكستان تحت 23 سنة لكرة القدم ومنتخب أوزبكستان لكرة القدم. أما مع النوادي، فقد لعب مع كينغداو جونون ونادي باختاكور طشقند وQizilqum FC ‏.

## وصلات خارجية
- شيرزودبيك كريموف على موقع قاعدة بيانات كرة القدم.إي يو (الإنجليزية)
- شيرزودبيك كريموف على موقع ناشيونال فوتبول تيمز (الإنجليزية)
- شيرزودبيك كريموف على موقع Soccerway.com (الإنجليزية)